# إكسلو
إكسلو هي قرية هولندية بمقاطعة درينته. هي جزء من بلدية بورخر- أودورن، وتقع حوالي 12 كم شمال بلدية إيمين.